# Особое совещание о нуждах сельскохозяйственной промышленности при Государственном совете
Особое совещание о нуждах сельскохозяйственной промышленности при Государственном совете — временный межведомственный орган по выработке социально-экономической политики в аграрной сфере в условиях крестьянского малоземелья в Европейской России, обострившегося в связи с демографическим взрывом. Работало в Санкт-Петербурге в период 1902—1905 годов.
Было учреждено императором Николаем II 22 января (4 февраля) 1902 года по инициативе С. Ю. Витте, поддержанной министром внутренних дел Д. С. Сипягиным. Витте и Сипягин обращали внимание Николая II на необходимость создания «особой комиссии с исключительными полномочиями» для решения крестьянского вопроса ещё в конце XIX века. Лишь финансовый и промышленный кризисы начала века, неурожаи 1899 и 1901 годов стимулировали создание ряда правительственных совещаний, главными из которых стали Особое совещание о нуждах сельскохозяйственной промышленности и созданная одновременно с ним Редакционная комиссия МВД по пересмотру крестьянского законодательства (председатель — А. С. Стишинский). Создание двух параллельных центров по обсуждению проектов аграрных преобразований свидетельствовало об отсутствии единого правительственного курса в решении крестьянского вопроса.
В состав Особого совещания входили гр. И. И. Воронцов-Дашков, Н. Н. Герард, А. С. Ермолов, гр. В. Н. Коковцов, А. Н. Куломзин, А. А. Половцов, П. А. Сабуров, П. П. Семёнов-Тян-Шанский, Стишинский, Ф. Г. Тёрнер, Н. М. Чихачёв, гр. С. Д. Шереметев и др.; позднее – П. Х. Шванебах, П. Л. Лобко и др. К участию в его работе были привлечены 87 чел. с совещательным голосом. При Особом совещании было образовано 12 подготовительных комиссий.
В 1902 году также были учреждены местные комитеты о нуждах сельскохозяйственной промышленности — 82 губернских и областных (председатели — губернаторы) и 536 уездных и окружных (председатели — уездные предводители дворянства). В их состав входили лица, занимавшие выборные должности в дворянском и земском самоуправлении, представители сельскохозяйственных обществ, служащие местных органов власти, а также другие лица по приглашению председателей комитетов (всего около 12,5 тыс. чел., в т. ч. свыше 1,9 тыс. крестьян).
Особое совещание запросило у местных комитетов мнения по вопросам агротехники, землепользования, распространения сельскохозяйственных знаний, сбыта, перевозки и торговли сельскохозяйственной продукцией, организации крестьянского самоуправления, переселенческие дела и др., предложило им также рассматривать вопросы «общего правопорядка и общего управления». Результатом трудов местных комитетов по отдельным темам (аренда с.-х. земель, земство, земское обложение, просвещение и т. п.) стали материалы, изданные в 1903 году в 57 томах. Выводы комитетов явились для правительства полной неожиданностью.
Заключения местных комитетов Особое совещание начало рассматривать 8 (21) декабря 1904 года. Оно в основном согласилось с заключениями большинства местных комитетов. Совещание выступило за уравнение крестьян в правах с другими сословиями, ликвидацию сословных волостных судов, создание «мелкой» (поселковой или волостной) земской единицы как низшего звена в системе земского самоуправления, передачу ей от органов крестьянского самоуправления административных вопросов (реализация этих положений фактически была предусмотрена указом Николая II от 12 (25) декабря 1904 года «О предначертаниях к усовершенствованию государственного порядка»). Из 540 комитетов Европейской России по вопросу об общине высказалось только 184 комитета, из которых — 125 (113 уездных и 12 губернских) высказалось за упразднение общины, 47 — против этого и 17 — уклонились от ответа, решив предоставить решение вопроса «течению самой жизни». Казалось бы, противников общины было явное большинство. При этом из этих 125 комитетов только 52 высказались за отмену общины в законодательном порядке; а 73 комитета предлагали различные способы поощрения выхода из общины, оставляя крестьянам свободу выбора. В результате, Особое совещание предложило постепенный, основанный на добровольности, переход от общинного к частному крестьянскому землевладению. Совещание считало, что государство должно облегчить крестьянам выход из общины с правом закрепить за собой надельную землю в собственность, оказывать содействие созданию хуторских хозяйств и др.
Местные комитеты Особого совещания касались также вопросов финансовой политики, настаивали на понижении косвенных налогов, введении подоходного налога, более широком участии государства в развитии начального образования в целях обеспечения его общедоступности и др. По инициативе совещания приняты законы о разрешении работать в праздничные дни (10 (23) мая 1904), об учреждениях мелкого кредита (7 (20) июня 1904, способствовал развитию кредитной кооперации), о съездах представителей биржевой торговли и сельского хозяйства (30 мая (12 июня) 1905).
Особое совещание не окончило свою работу, которая была свёрнута на заключительной стадии. Указом Николая II от 30 марта (12 апреля) 1905 года оно было упразднено. Основанные на выводах комитетов рекомендации, обоснованные в «Записке по крестьянскому делу» Витте, явно не удовлетворили царя, который, по-видимому, был готов только к полумерам, но не к реальному освобождению крестьян от общинной зависимости. В своих «Воспоминаниях» Витте написал, что под совещание была «подведена мина» Горемыкиным, «величайшим карьеристом» Кривошеиным и Треповым, которые внушили Николаю II, что совещание «подрывает устои», что оно «неблагонадежно». Материалы совещания были переданы вновь созданному Особому совещанию о мерах к укреплению крестьянского землевладения под председательством И. Л. Горемыкина.
Деятельность Особого совещания и местных комитетов о нуждах сельскохозяйственной промышленности широко освещалась в печати и во многом послужила источником концепции столыпинской аграрной реформы.